# Karl von Roques
Karl von Roques (7 de mayo de 1880 - 24 de diciembre de 1949) fue un general alemán y criminal de guerra durante la Segunda Guerra Mundial, quien comandó el Mando de la Zona de Retaguardia del Grupo de Ejércitos Sur. Después de la guerra, Roques fue sentenciado a 20 años de cárcel en el Juicio del Alto Mando. Murió en 1949 mientras cumplía la sentencia.

## Carrera
Karl von Roques nació en una familia noble alemana de ascendencia hugonote. Entró en el Ejército Imperial Alemán en 1899. Durante la Primera Guerra Mundial, Roques sirvió en el personal de varias divisiones. Para el fin de la guerra fue promovido a mayor. Después del armisticio, Roques permaneció en el Reichswehr, sirviendo en el Ministerio de Guerra, y después en el personal y en el mando del ejército. Iniciándose en 1934, Roques sirvió como jefe de Estado Mayor y después presidente del Reichsluftschutzbund. En octubre de 1938 fue llamado al servicio activo en la Luftwaffe con el rango de teniente-general. En junio de 1939, Roques abandonó la Luftwaffe con el rango de general.

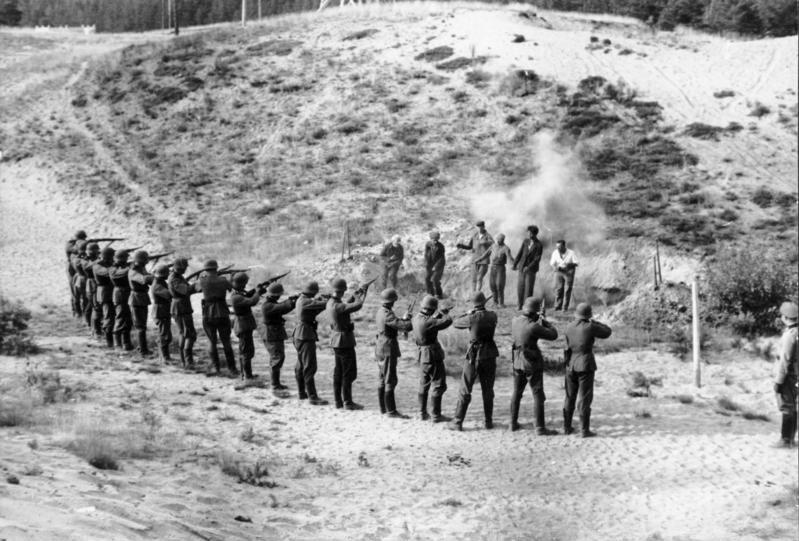
Ejecución de supuestos partisanos por soldados alemanes, septiembre de 1941.

Durante la Segunda Guerra Mundial, Roques sirvió como oficial activo en la Wehrmacht. En diciembre de 1939, se le dio el mando de la nueva 142.ª División de Infantería. Entre el 15 de marzo de 1941 y octubre de 1941, estuvo al mando de la zona de retaguardia del Grupo de Ejércitos Sur. El 1 de julio de 1941, Roques fue promovido a General de Infantería.
Como comandante de las zonas de retaguardia, Roques llevó a cabo políticas de exterminio contra partisanos soviéticos, eslavos y judíos. En octubre de 1941, Roques fue transferido a la reserva (Führerreserve). En junio de 1942 asumió el mando de las zonas de retaguardia del Grupo de Ejércitos Sur, y después de la división del grupo de ejércitos en Grupo de Ejércitos A y Grupo de Ejércitos B, estuvo al mando de las zonas de retaguardia de esta última. El 1 de enero de 1943, Roques fue puesto de nuevo en la Führerreserve y el 31 de marzo de 1943 fue de nuevo pensionado. En agosto de 1943 fue a Varsovia como representante de la Cruz Roja Alemana.

## Juicio y condena
Después de la capitulación alemana, Roques Fue juzgado por un tribunal militar de Estados Unidos en Núremberg en el Juicio del Alto Mando, fue declarado culpable y sentenciado a 20 años de cárcel. Fue trasladado por razones de salud de la prisión de Landsberg a un hospital en Núremberg, donde murió el 24 de diciembre de 1949.